# Городинский, Семён Михайлович
Семён Михайлович Городинский (1923—1981) — советский учёный, доктор медицинских наук, профессор.

## Биография
Родился 1 мая 1923 г. в Житомире в семье врача. Через некоторое время их семья переехала в Ставрополь.
Окончил среднюю школу (1940), два курса Ставропольского мединститута и Военно-медицинское училище в Самарканде (1942).
Участник Великой Отечественной войны (1, 2 и 3 Украинские фронты), лейтенант интендантской службы. В 1944 г. демобилизован по контузии. Награждён медалями «За боевые заслуги» и «За победу над Германией в Великой Отечественной войне 1941—1945 гг.».
В 1946 г. окончил 1-й Московский медицинский институт и с 1948 г. работал в Институте гигиены труда и профессиональных заболеваний.
С 1953 г., после защиты кандидатской диссертации по гигиене труда, старший научный сотрудник и руководитель группы средств индивидуальной защиты Института биофизики Министерства здравоохранения СССР.
Доктор медицинских наук (1964), профессор (1966). Баллотировался в члены-корреспонденты АН ССР по отделению физиологии, но не был избран.
С 1973 г. зав. кафедрой охраны труда Всесоюзного заочного политехнического института.

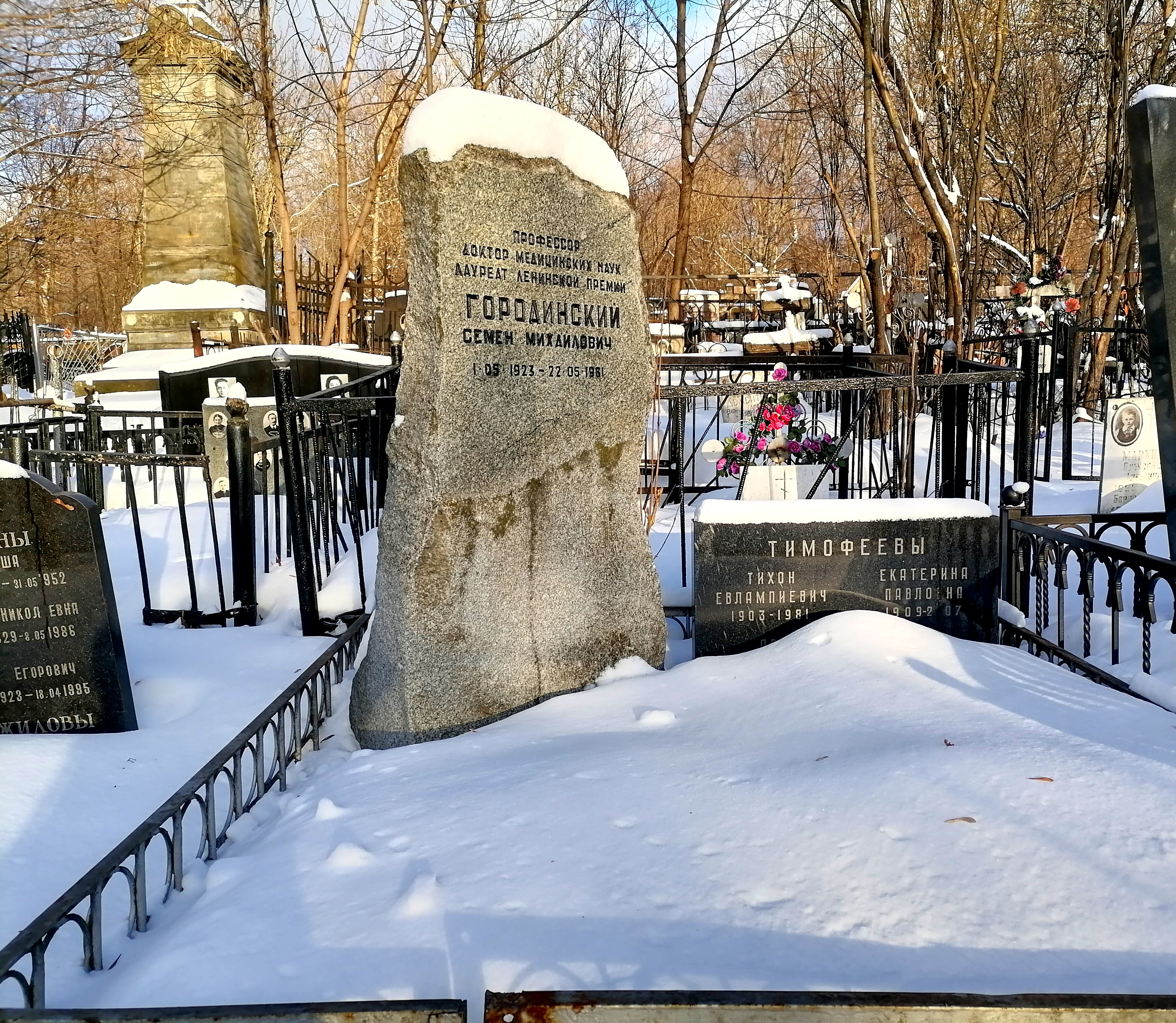
Могила на Ваганьковском кладбище

Умер 21 мая 1981 г. от инсульта в возрасте 58 лет. Похоронен на Ваганьковском кладбище.

## Книги
- Средства индивидуальной защиты [Текст] : для работ с радиоактивными веществами / С. М. Городинский. — Изд. 3-е, перераб. и доп. — М. : Атомиздат, 1979. — 294 с. : ил. — 3.40 р.
- Городинский С. М., Гольдштейн Д. С. Дезактивация полимерных материалов. Москва: Атомиздат, 1975, 224 с.
- Городинский С. М. Средства индивидуальной защиты для работы с радиоактивными веществами. М.: Атомиздат, 1967. — 320с.
- Дезактивация полимерных материалов [Текст] / С. М. Городинский, Д. С. Гольдштейн. — М. : Энергоиздат, 1981. — 246 с.
- Радиационная гигиена / Городинский С.М., Пархоменко Г.М., Тарасенко Н.Ю. ред. — Москва: Медгиз, 1962. — Т. 1. Гигиена труда. — 231 с.

## Награды и премии
- Ленинская премия 1966 года — за разработку средств индивидуальной защиты от радиоактивных и отравляющих веществ.
- Награждён орденом Красной Звезды, двумя орденами «Знак Почёта» и медалями, в том числе «За отвагу», «За взятие Будапешта», «За победу над Германией в Великой Отечественной войне 1941—1945 гг.»[2].